# Where We Are
Where We Are – dziewiąty studyjny album irlandzkiego zespołu Westlife wydany w 2009 roku. Album dotarł do 2 miejsca oficjalnego zestawienia sprzedaży albumów w Wielkiej Brytanii i Irlandii, uzyskując status podwójnej oraz potrójnej platyny. Jedynym singlem, który promował album został utwór "What About Now" wydany 23 października 2009.

## Spis utworów
| #   | Tytuł                                                      | Autor                                           | Producent                                      | Długość |
| --- | ---------------------------------------------------------- | ----------------------------------------------- | ---------------------------------------------- | ------- |
| 1.  | "What About Now"A                                          | Ben Moody, David Hodges, Josh Hartzler          | Steve Robson                                   | 4:11    |
| 2.  | "How to Break a Heart"                                     | Sam Watters, James Scheffer, Louis Biancaniello | Biancaniello, Watters i Jim Jonsin             | 4:04    |
| 3.  | "Leaving"                                                  | Steven Lee Olsen, Bryn Christopher, Carl Falk   | Biancaniello i Watters for MzMeriq             | 3:57    |
| 4.  | "Shadows"                                                  | Ryan Tedder, AJ McLean                          | Tedder                                         | 4:01    |
| 5.  | "Talk Me Down"                                             | Simon Petty                                     | Steve Anderson                                 | 4:01    |
| 6.  | "Where We Are"                                             | Tedder, Savan Kotecha                           | Tedder                                         | 3:57    |
| 7.  | "The Difference"                                           | Scott Cutler, Anne Preven, Brian Kennedy Seals  | Cutler, Preven and Kennedy Seals (for Team BK) | 3:30    |
| 8.  | "As Love Is My Witness"                                    | Connor Reeves, Jonathan Shorten                 | Martin Terefe                                  | 4:07    |
| 9.  | "Another World"                                            | Steve Booker, Sophie Delila                     | Booker                                         | 3:16    |
| 10. | "No More Heroes"                                           | Lindy Robbins, Kotecha, Emanuel Kiriakou        | Kiriakou                                       | 3:58    |
| 11. | "Sound of a Broken Heart"                                  | Watters, John Reid, Wayne Wilkins, Biancaniello | Biancaniello, Watters, Wilkins                 | 3:51    |
| 12. | "Reach Out"                                                | Shaznay Lewis, Chris Braide, Mark Feehily       | Greg Wells, Braide                             | 3:56    |
| 13. | "I'll See You Again"                                       | Shelly Poole, Andy Hill                         | Kiriakou, Hill                                 | 5:17    |
| 14. | "You Raise Me Up (Live at Croke Park)" (Japan Bonus Track) | Brendan Graham, Rolf Løvland                    | Decca                                          | 5:00    |

A What About Now nie znalazł się na track listach w Czechach i Słowacji

## Lista przebojów
| Kraj             | Najwyższa pozycja | Certyfikat |
| ---------------- | ----------------- | ---------- |
| Wielka Brytania  | 2                 | 2xPlatyna  |
| Irlandia         | 2                 | 3xPlatyna  |
| Korea Południowa | 3                 |            |
| Szwecja          | 8                 | Złoto      |
| Grecja           | 9                 |            |
| Nowa Zelandia    | 13                | Złoto      |
| Szwajcaria       | 25                |            |
| Niemcyy          | 42                |            |
| Austria          | 53                |            |
| Meksyk           | 71                |            |

## Historia wydania
| Kraj/Region      | Data              | Format               | Wytwórnia                | Katalog      |
| ---------------- | ----------------- | -------------------- | ------------------------ | ------------ |
| Irlandia         | 27 listopada 2009 | CD, Digital download | RCA Records              | 88697611272  |
| Filipiny         | 28 listopada 2009 | CD, Digital download | Sony Music Entertainment | 88697611272  |
| Nowa Zelandia    | 30 listopada 2009 | CD, Digital download | Sony Music Entertainment | 88697611272  |
| Norwegia         | 30 listopada 2009 | CD, Digital download | Sony Music Entertainment | 88697611272  |
| RPA              | 30 listopada 2009 | CD, Digital download | Sony Music Entertainment | 88697611272  |
| Wielka Brytania  | 30 listopada 2009 | CD, Digital download | Syco Music               | 88697611272  |
| Hongkong         | 30 listopada 2009 | CD, Digital download | Sony Music Entertainment | 88697611272  |
| Korea Południowa | 1 grudnia 2009    | CD, Digital download | Sony Music Entertainment | 88697611272  |
| Europa           | 2 grudnia 2009    | CD, Digital download | Sony Music Entertainment | 88697611272  |
| Finlandia        | 2 grudnia 2009    | CD, Digital download | Sony Music Entertainment | 88697611272  |
| Malezja          | 2 grudnia 2009    | CD, Digital download | Sony Music Entertainment | 88697611272  |
| Szwecja          | 2 grudnia 2009    | CD, Digital download | Sony Music Entertainment | 88697611272  |
| Holandia         | 3 grudnia 2009    | CD, Digital download | Sony Music               | 88697611272  |
| Tajwan           | 4 grudnia 2009    | CD, Digital download | Sony Music               | 88697611272  |
| Francja          | 8 grudnia 2009    | CD, Digital download | Sony Music               | B002RHP88S   |
| Japonia          | 23 grudnia 2009   | CD, Digital download | Sony Music Japan         | SICP2509     |
| Tajlandia        | 21 stycznia 2010  | CD, Digital download | Sony Music               | 88697611272  |
| Chiny            | 25 stycznia 2010  | CD, Digital download | Sony Music               | 88697611272  |
| Austria          | 5 lutego 2010     | CD, Digital download | Sony Music               | 88697611272  |
| Niemcy           | 5 lutego 2010     | CD, Digital download | Sony Music               | 88697611272  |
| Szwajcaria       | 5 lutego 2010     | CD, Digital download | Sony Music               | 88697611272  |
| Meksyk           | 15 marca 2010     | CD, Digital download | Sony Music               | 886976112721 |
| Czechy           | 5 kwietnia 2010   | CD, Digital download | Sony Music               | 289173       |
| Słowacja         | 5 kwietnia 2010   | CD, Digital download | Sony Music               | 289173       |